# Кемпясте (Пултуський повіт)
Кемпясте (пол. Kępiaste) — село в Польщі, у гміні Покшивниця Пултуського повіту Мазовецького воєводства.
Населення — 29 осіб (2011).
У 1975-1998 роках село належало до Цехановського воєводства.

## Демографія
Демографічна структура станом на 31 березня 2011 року:
|          | Загалом | Допрацездатний вік | Працездатний вік | Постпрацездатний вік |
| -------- | ------- | ------------------ | ---------------- | -------------------- |
| Чоловіки | 12      | 1                  | 9                | 2                    |
| Жінки    | 17      | 4                  | 9                | 4                    |
| Разом    | 29      | 5                  | 18               | 6                    |